# Trličník
Trličník (Gentianopsis) je rod rostlin z čeledi hořcovité. Jsou to jednoleté nebo krátkověké byliny s jednoduchými listy a jednotlivými, vrcholovými, čtyřčetnými květy. Rod zahrnuje asi 25 druhů a je rozšířen v Evropě, Asii a Severní Americe včetně arktických oblastí. V České republice roste trličník brvitý. Některé druhy trličníku jsou v Asii využívány v tradiční medicíně.
V minulosti byl rod Gentianopsis součástí rodu Gentiana (hořec), případně rodu Gentianella (hořeček). Pro druh trličník brvitý se místy dosud používá název hořec brvitý.

## Popis
Trličníky jsou jednoleté nebo dvouleté, řidčeji krátce vytrvalé byliny. Lodyha je přímá nebo vystoupavá, nevětvená nebo řídce větvená. Listy jsou čárkovité až vejčitě kopinaté. Květy jsou čtyřčetné, jednotlivé, s dlouhými stopkami, vrcholové. Kalich je podlouhle zvonkovitý, se 2 laloky užšími a 2 širšími. Mezi laloky kalicha jsou 4 brvité vnitrokališní membrány. Koruna je tvořena nálevkovitou až podlouhle zvonkovitou korunní trubkou a 4 laloky. Laloky koruny jsou často na okraji zubaté nebo třásnité. V dolní části korunní trubky jsou nektária. Tyčinky jsou přirostlé ke korunní trubce a mají žluté prašníky. Semeník je srostlý ze 2 plodolistů. Spočívá na krátkém až dlouhém gynoforu a obsahuje jedinou komůrku s mnoha vajíčky. Čnělka je málo zřetelná, s velkou dvoulaločnou bliznou. Plodem je tobolka pukající 2 chlopněmi a obsahující mnoho drobných, bezkřídlých semen.

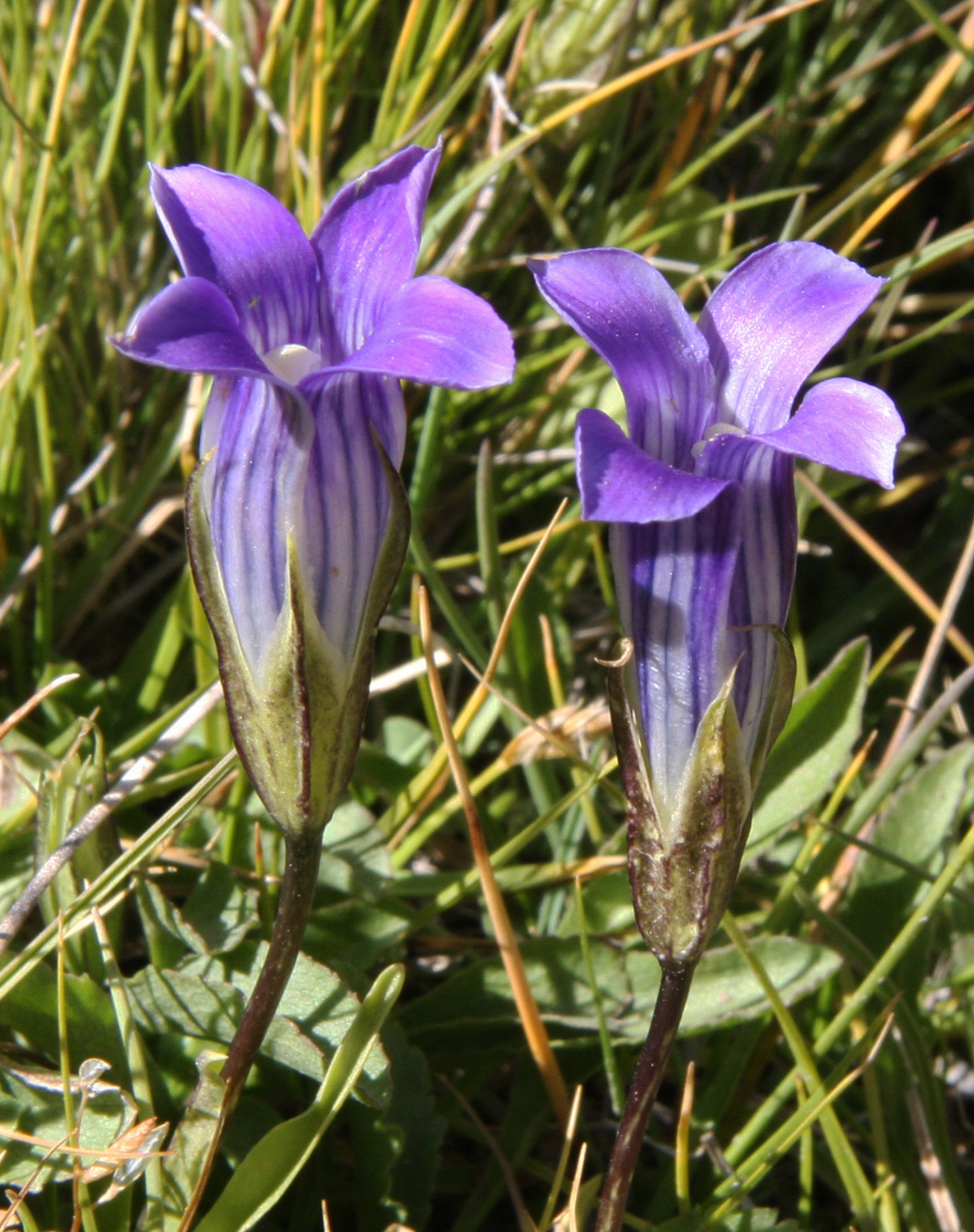
Gentianopsis holopetala
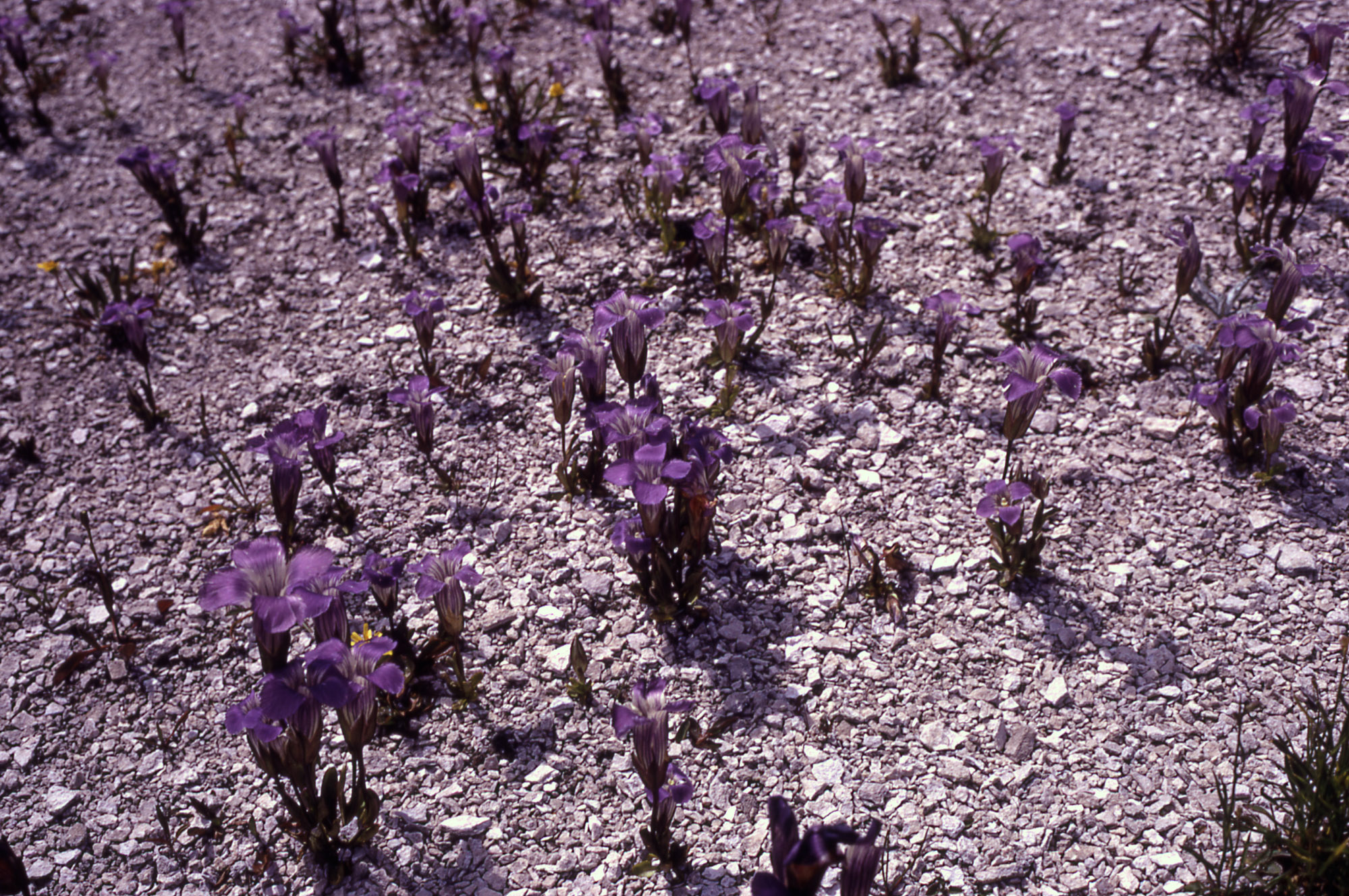
Arktický druh G. detonsa
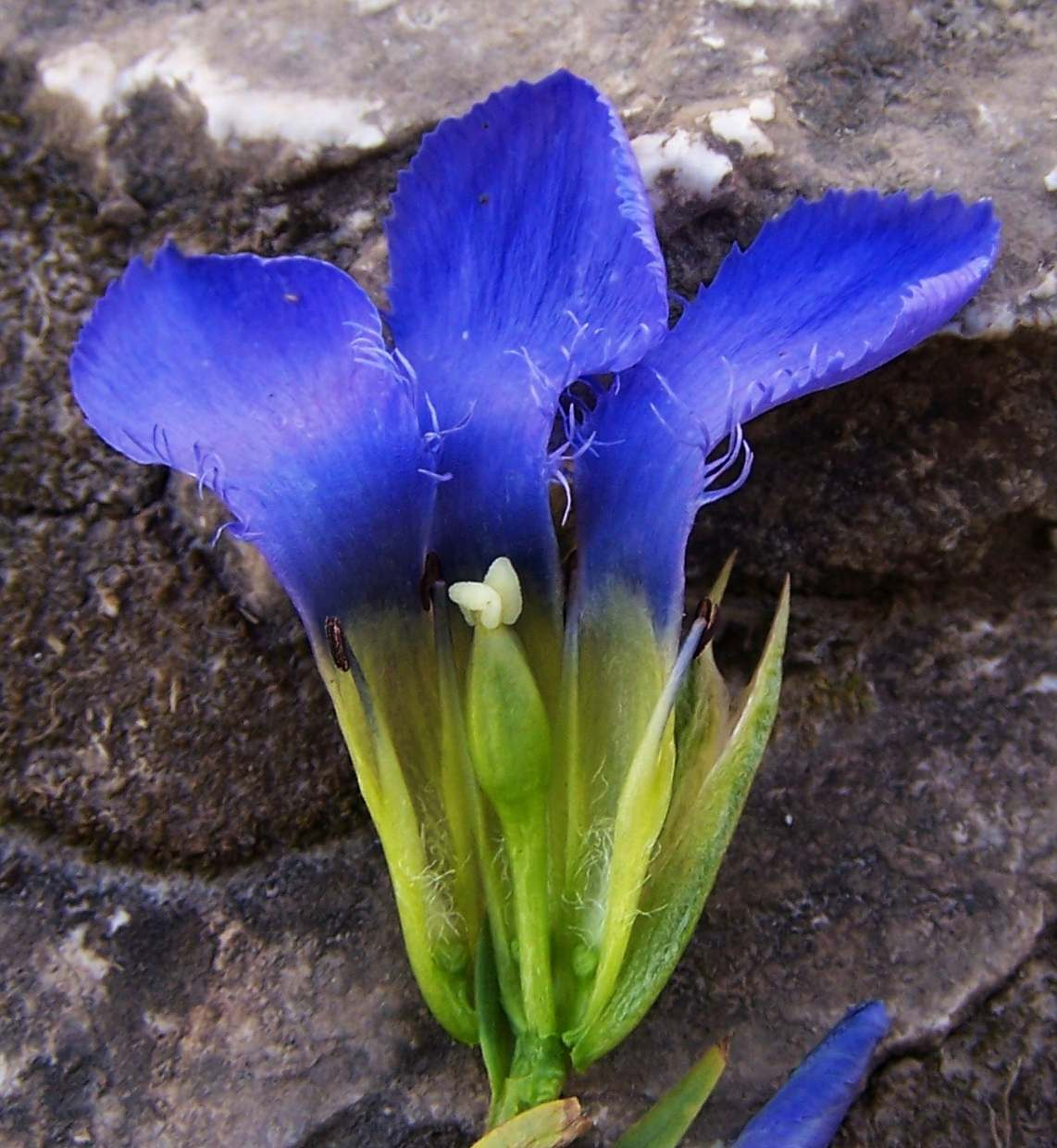
Řez květem trličníku brvitého

## Rozšíření
Rod trličník zahrnuje asi 20 až 25 druhů. Je rozšířen v Evropě, Asii a Severní Americe. Nejvíce druhů se vyskytuje v Severní Americe, kde areál rozšíření rodu sahá od severních arktických oblastí až po Mexiko.
V České republice rod zastupuje trličník brvitý. Vyskytuje se zejména v teplejších oblastech s vápnitým podkladem. V Evropě rostou celkem 3 druhy. Trličník brvitý je rozšířen v téměř celé Evropě mimo Skandinávie, Britských ostrovů a částí Ruska a zasahuje i do Maroka. V nejsevernější Evropě roste druh G. detonsa, v severním Rusku G. barbata. Z Číny je uváděno 5 druhů, ze Severní Ameriky 9. V Himálaji vystupují některé druhy do nadmořské výšky téměř 5000 metrů.

## Taxonomie
Rod Gentianopsis je v rámci čeledi hořcovité řazen do tribu Gentianeae a subtribu Swertiinae. Podle výsledků molekulárních studií je nejblíže příbuzným rodem rod Pterygocalyx, zastoupený jediným druhem ve východní Asii.
Trličník brvitý popsal již Carl Linné v roce 1753, ten jej však zařadil do rodu Gentiana (hořec). Později byl někdy řazen do rodu Gentianella (hořeček). Samotný rod Gentianopsis byl publikován až v roce 1951, kdy jej japonský botanik Yu Chuan Ma oddělil od rodu Gentiana na základě následujících znaků: velké a poněkud zploštělé květní poupě, kališní lístky ve 2 různě velkých párech a v poupěti se střechovitě překrývající, přítomnost 4 trojúhelníkovitých, brvitých membrán mezi kališními cípy, zřetelný gynofor a zvětšená blizna.
České názvosloví není dosud ujednocené. V díle Květena ČR a rovněž v Botanickém slovníku je upřednostněn název trličník. V Kubátově Klíči ke květeně ČR je trličník brvitý uveden jako hořec brvitý.

## Zástupci
- trličník brvitý (Gentianopsis ciliata)

## Význam
V tradiční tibetské medicíně je používán druh Gentianopsis paludosa při léčbě tuberkulózy. Medicínské studie potvrdily účinek některých obsahových látek proti Mycobacterium tubeculosis. V Mongolsku slouží G. barbata při ošetřování zanícených ran a léčení onemocnění jater a žlučníku.